# Nasiternella ignara
Nasiternella ignara là một loài ruồi trong họ Pediciidae. Chúng phân bố ở vùng Indomalaya.